# Czarna Dąbrówka
Czarna Dąbrówka (Schwarz Damerkow fino al 1945) è un comune rurale polacco del distretto di Bytów, nel voivodato della Pomerania.
Ricopre una superficie di 298,28 km² e nel 2004 contava 5 647 abitanti.